# El Deconí
El Deconí är en ort i Mexiko.   Den ligger i kommunen San Joaquín och delstaten Querétaro Arteaga, i den centrala delen av landet, 170 km norr om huvudstaden Mexico City. El Deconí ligger 2 385 meter över havet och antalet invånare är 144.
Terrängen runt El Deconí är bergig åt nordost, men åt sydväst är den kuperad. Runt El Deconí är det ganska glesbefolkat, med 39 invånare per kvadratkilometer. Närmaste större samhälle är Canoas, 2,0 km sydost om El Deconí. I omgivningarna runt El Deconí växer huvudsakligen savannskog.